# Радивилів (станція)
Радиви́лів — проміжна залізнична станція Рівненської дирекції Львівської залізниці на лінії Здолбунів — Красне між станціями Рудня-Почаївська (22 км) та Броди (10 км).
Розташована у місті Радивилів Дубенського району Рівненської області.

## Історія
Залізничне сполучення на лінії Здолбунів — Радзивилів (так раніше називалося місто) було відкрито 1873 року. Зі станцією Броди колії сполучили в 1875 році. Залізниця була однією із сполучних ланок між Російською імперію та Австро-Угорщиною. Отож станція Радзивилів, розташовувалася на самому кордоні, мала помітне значення: нею проходили великі потоки товарів та пасажирів. Упродовж 1873—1918 років станція відігравала особливу роль у торговельних операціях.
Після Першої світової війни, а особливо за часів Польщі, перетворилася на звичайну проміжну пасажирську станцію.
Після приєднання Західної України до Радянської України місто було перейменовано на Червоноармійськ, і станція невдовзі здобула таку ж назву. У 1993 році місту повернули історичну назву Радивилів, незабаром станція також отримала назву Радивилів.
Капітально відремонтована і реконструйована у 2007 році. Помітний внесок у розвиток станції зробив її начальник, Почесний працівник транспорту України Віктор Гусарук (1958—2010).

## Сполучення з Тернополем
У Тернопіль можна дістатися електропоїздом, здійснивши пересадку на станції Красне. Можна замовити квиток, який дійсний аж до Тернополя, попри пересадку.
З 6 березня 2015 по 9 грудня 2017 року курсував регіональний потяг Ковель — Тернопіль із місцями для сидіння різних категорій. Маршрут вперше за багато років сполучав станцію із Золочевом, Тернополем, Луцьком, Ківерцями, Рожищем, Ковелем.

## Подія
2 січня 2021 року о 10:40 на спецлінію 101 надійшло повідомлення про те, що під час руху загорівся електровоз потяга сполученням Миколаїв — Івано-Франківськ — Рахів на залізничній станції міста Радивилів. На місце виклику було направлено чергове відділення бійців 7 державної пожежно-рятувальної частини ГУ ДСНС України в Рівненській області. Загоряння сталося в районі мотокомпресора редуктора в середині кузова локомотива.
Рятувальники за допомогою вогнегасників ліквідували загоряння. Пожежі вдалося не допустити. Жертв і постраждалих серед пасажирів і персоналу потяга не було.